# Russell Downing
Russell Downing (Rotherham, Inglaterra, 23 de agosto de 1978) es un exciclista británico. Es hermano del también ciclista Dean Downing.

## Palmarés
1999
- 3.º en el Campeonato del Reino Unido en Ruta

2002
- 1 etapa del Tour de Brandenbourg

2003 (como amateur)
- Campeonato del Reino Unido Madison (haciendo pareja con Dean Downing)
- Campeonato del Reino Unido Puntuación

2005
- 1 etapa del Giro del Capo
- 3 etapas del Ruban Granitier Breton
- Lincoln International GP
- Campeonato del Reino Unido en Ruta
- Havant International GP

2006
- Tríptico de las Ardenas
- 1 etapa del Tour de Beauce
- Druivenkoers Overijse

2008
- 3 etapas del Cinturón a Mallorca
- Gran Premio de Gales
- 1 etapa de la Vuelta a Irlanda

2009
- 1 etapa del Cinturón a Mallorca
- Vuelta a Irlanda, más 1 etapa

2010
- 1 etapa del Critérium Internacional
- Tour de Valonia, más 1 etapa

2012
- G. P. Villa de Lillers
- 1 etapa del Circuito de las Ardenas
- 1 etapa de la Vuelta a Noruega

2016
- 1 etapa del Tour de Loir-et-Cher[1]

## Resultados en Grandes Vueltas y Campeonatos del Mundo
| Carrera         | Carrera         | 2005 | 2006 | 2007 | 2008 | 2009 | 2010 | 2011  | 2012 | 2013 | 2014 | 2015 | 2016 | 2017 | 2018 |
| --------------- | --------------- | ---- | ---- | ---- | ---- | ---- | ---- | ----- | ---- | ---- | ---- | ---- | ---- | ---- | ---- |
|                 | Giro de Italia  | —    | —    | —    | —    | —    | —    | 140.º | —    | —    | —    | —    | —    | —    | —    |
|                 | Tour de Francia | —    | —    | —    | —    | —    | —    | —     | —    | —    | —    | —    | —    | —    | —    |
|                 | Vuelta a España | —    | —    | —    | —    | —    | —    | —     | —    | —    | —    | —    | —    | —    | —    |
| Mundial en Ruta | Mundial en Ruta | —    | Ab.  | —    | 49.º | Ab.  | —    | —     | —    | —    | —    | —    | —    | —    | —    |

-: no participa

Ab.: abandono